# Namu
Namu (Nammu) ou Nama (Namma) foi uma deusa primordial na mitologia suméria, que é equivalente a Tiamate na mitologia babilônica.

## Mitologia
Namu era a deusa-mar (Engur) que deu origem a Anu (Céu) e Antu/Qui (Terra) e aos primeiros deuses, e representava o Apsu, que é o oceano de água doce que os sumérios acreditavam existir abaixo da superfície terrestre, a fonte de vida e fertilidade em um local onde a precipitação era muito pequena.
Da união dos filhos de Namu, nasceu Enlil (Ar). Quando Anu se viu sozinho, e chorava copiosamente com saudades da esposa Qui, Namu então recolheu as lágrimas e gerou Enqui, Eresquigal e Ninqui (Danquina). De acordo com o texto mitológico neo-sumério "Enqui e Ninma", Namu é a deusa que deu origem aos grandes deuses. É dela que vem a ideia de criar a humanidade, e para tal, foi acordar Enqui que estava dormindo no Apsu, para que este iniciasse tal processo.
Namu não é bem documentada na mitologia suméria. Ela pode ter tido uma importância maior na pré-historia, antes de Enqui tomar-lhe quase todas as funções. Uma indicação de sua continuada relevância pode ser achada no nome de Ur-Namu, o fundador da terceira dinastia de Ur.
No poema Atracasi-Epo, Enlil pede a Namu que crie os humanos, ao que ela responde que com a ajuda de Enqui ela poderia criá-los à semelhança dos deuses.[carece de fontes?]
Uma inscrição votiva para Namma, por Lugal-kisalsi, Rei de Uruk por volta de 2380 a.C.:

𒀭𒇉 / 𒁮𒀭𒊏 / 𒈗𒆦𒋛 / 𒈗𒀕𒆠𒂵 / 𒈗𒋀𒀊𒆠𒈠 / 𒂍𒀭𒇉 / 𒈬𒆕

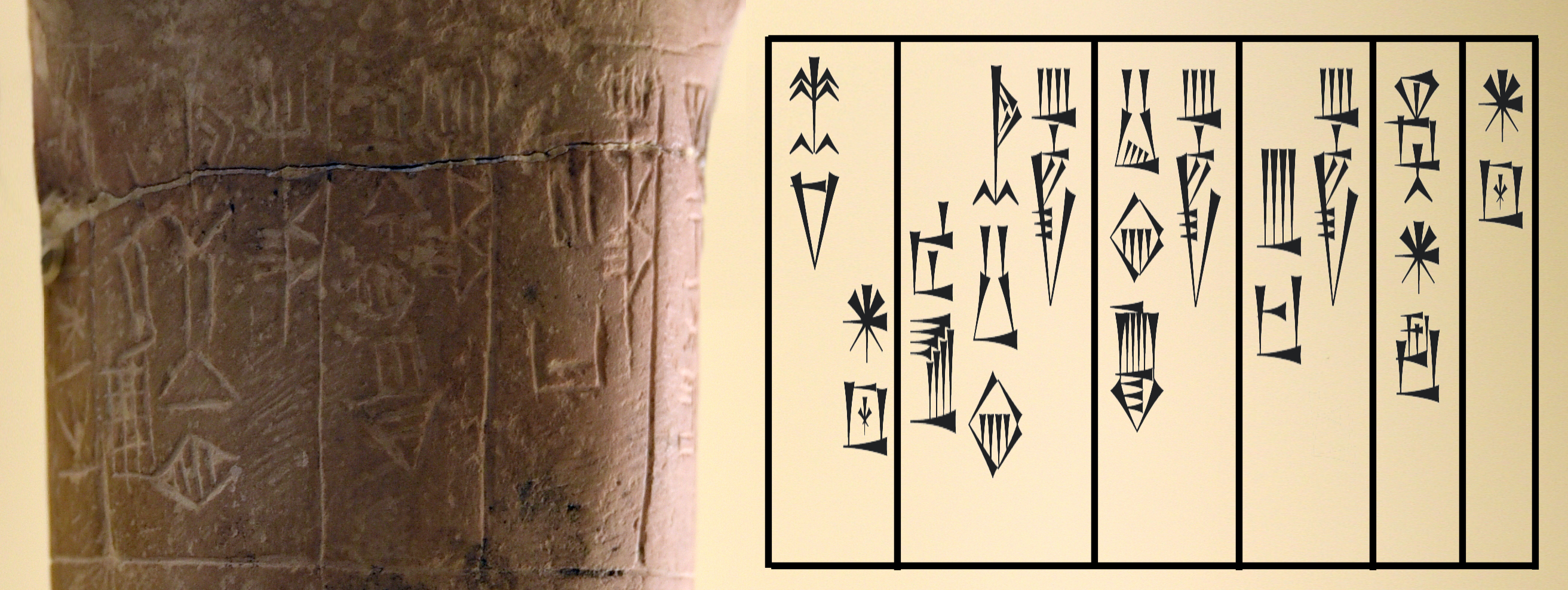
Inscrição de Lugal-kisalsi.

"Para Nama, a esposa de Amu, Lugalkisalsi, rei de Uruk e rei de Ur, o templo de Nama que ele construiu"–
Inscrição de Lugal-kisalsi em sua fundação.